# Acanthurus auranticavus
Acanthurus auranticavus es una especie de pez del género Acanthurus, familia Acanthuridae. Fue descrita científicamente por Randall en 1956.
Se distribuye por el Océano Índico Occidental: Mozambique. Pacífico Indo-Occidental: Seychelles, Filipinas, Indonesia y Gran Barrera de Coral; encontrado en Maldivas, Malasia y Samoa. La longitud estándar (SL) es de 45 centímetros. Habita en arrecifes poco profundos, tanto en lagunas como en áreas exteriores de arrecifes. Puede alcanzar los 20 metros de profundidad.
Está clasificada como una especie marina inofensiva para el ser humano.